# Ernst-Rüdiger Olderog
Ernst-Rüdiger Olderog (* 1955) ist ein deutscher Informatiker. Seit 1989 ist er Professor für Theoretische Informatik an der Carl von Ossietzky Universität Oldenburg. Er leitet die Abteilung Entwicklung korrekter Systeme (bis 31. März 2003: Abteilung Semantik), deren Forschungsarbeiten dem Gebiet der Theorie der Programmierung zuzuordnen sind. Ziel dieser Arbeiten ist die Entwicklung von Vorgehensweisen für die systematische Erstellung von korrekter Software für parallele und verteilte Systeme mit Zeitanforderungen. Für seine Forschungsarbeiten ist Olderog 1994 mit dem Leibniz-Preis der DFG ausgezeichnet worden. Olderog ist Autor verschiedener wissenschaftlicher Bücher und war Herausgeber der Zeitschrift Acta Informatica und Vorsitzender der IFIP Working Group 2.2 on Formal Description of Programming Concepts. Für seine Arbeit in dieser IFIP-Gruppe erhielt er 1998 die Silver Core Auszeichnung der IFIP.

## Biografie

### Ausbildung und Akademische Karriere
Olderog stammt aus Bredenbek in Schleswig-Holstein und studierte Informatik, Mathematik und Logik an der Christian-Albrechts-Universität Kiel, wo er 1981 als akademischer Schüler von Hans Langmaack zum Thema Charakterisierung Hoarescher Systeme für ALGOL-ähnliche Programmiersprachen promovierte. Nach einigen Forschungsaufenthalten im Ausland (u. a. bei der Programming Research Group der University of Oxford und in Amsterdam, Edinburgh, Yorktown Heights und Saarbrücken) habilitierte er im Jahr 1989 ebenfalls in Kiel. Seit 1989 lehrt Olderog am Fachbereich Informatik (seit 1. April 2003: Department Informatik). Von 1995 bis 2005 war Olderog Vorsitzender der IFIP Working Group 2.2 on Formal Description of Programming Concepts. Olderog war Herausgeber der Zeitschrift Acta Informatica und ist seit 2012 Mitglied der Academia Europaea.
Von 2012 bis 2021 war Olderog Sprecher des Graduiertenkollegs SCARE (I+II) und von 2017 bis 2019 bekleidete er das Amt des Dekans der Fakultaet II.

### Auszeichnungen und Preise
- Im Jahr 1994 wurde Olderog gemeinsam mit seinem Kollegen Manfred H. B. Broy mit dem mit drei Millionen DM dotierten Leibniz-Preis der DFG ausgezeichnet.
- 1995–2005 war er Vorsitzender der IFIP Working Group 2.2 on Formal Description of Programming Concepts
- 1998 erhielt er für seine Arbeit in der Working group den Silver Core Award der IFIP
- war er Herausgeber der Zeitschrift Acta Informatica
- seit 2012 ist Olderog Mitglied der Academia Europaea.
- 2015 wurde an der Carl von Ossietzky Universität Oldenburg ein Symposium mitsamt einer Festschrift anlässlich seines 60. Geburtstages veranstaltet.

## Bücher
- E.-R. Olderog. Nets, Terms and Formulas: Three Views of Concurrent Processes and Their Relationship. Cambridge University Press, Cambridge, 1991. ISBN 0-521-01845-5.
- E.-R. Olderog und Henning Dierks. Real-Time Systems – Formal Specification and Automatic Verification. Cambridge University Press, 2008. ISBN 978-0-521-88333-7.
- Krzysztof. R. Apt, Frank. S. de Boer und E.-R. Olderog. Verification of Sequential and Concurrent Programs. Springer-Verlag, Berlin, 3. Auflage, 2009. ISBN 978-1-84882-744-8.
- Michael G. Hinchey, Jonathan P. Bowen, Ernst-Rüdiger Olderog: Provably Correct Systems. Springer Science+Business Media, 2017, ISBN 978-3-319-48627-7.